# Bruno Verner
Bruno Verner (1971 –) brazil zeneszerző, költő, elektronikus zenész és performanszművész.

## Diszkográfia
- In Loveland With You / Slum Dunk Music 2013
- Voodoo Dance & Other Stories / Slum Dunk Music 2011
- Uncorrupted Tropical Wave 1984-2011 / Slum Dunk Music 2011
- From A Forest Near You / Slum Dunk Music 2010
- Let Your X's Be Y's / Soul Jazz Records 2008
- I Go To The Doctor 12" /  Soul Jazz Records 2008
- A Historia da Garça 12" / Soul Jazz Records 2006
- L.I.C.K. MY FAVELA / Kute Bash Records 2006
- L.I.C.K MY FAVELA / Slum Dunk 2005
- The Sexual Life of the Savages / Soul Jazz Records 2005
- Bonde do Tetão / Bizarre Music 2004
- Slum Dunk Presents Funk Carioca / Mr Bongo 2004
- Men In Uniform / Bizarre Music 2003
- Tetine Vs Sophie Calle - Samba de Monalisa / Sulphur Records 2002
- Olha Ela de Novo / High School Records 2001
- Música De Amor / High School Records 1998
- Creme / High School Records 1997
- Alexander's Grave / High School Records 1996